# The Mighty Quinn
Pour plus de détails, voir Fiche technique et Distribution.
The Mighty Quinn est une comédie américaine réalisée par Carl Schenkel et sorti en 1989.

## Fiche technique
Sauf indication contraire, les informations mentionnées dans cette section peuvent être confirmées par les bases de données cinématographiques IMDb et Allociné,  présentes dans la section « Liens externes ».
- Titre original : The Mighty Quinn
- Réalisation : Carl Schenkel
- Scénario : Hampton Fancher, d'après l'œuvre d'Albert Z. Carr
- Musique : Anne Dudley
- Direction artistique : Gregory P. Keen
- Costumes : Dana Lyman
- Photographie : Jacques Steyn
- Montage : John Jympson
- Production : Ed Elbert et Dale Pollock
  - Assistant producteur : Jeffrey Bydalek
  - Coproducteur : Sanford Lieberson
- Sociétés de production : A&M Films
- Sociétés de distribution : Metro-Goldwyn-Mayer
- Budget :
- Pays de production :  États-Unis
- Langue originale : anglais
- Format :
- Genre : Comédie
- Durée : 98 minutes
- Date de sortie :
  - États-Unis : 17 février 1989

## Distribution
- Denzel Washington : Xavier Quinn
- James Fox : Thomas Elgin
- Mimi Rogers : Hadley Elgin
- M. Emmet Walsh : Fred Miller
- Sheryl Lee Ralph : Lola Quinn
- Art Evans : Jump Jones
- Esther Rolle : Ubu Pearl
- Norman Beaton : Gouverneur Chalk
- Alex Colon : Jose Patina
- Robert Townsend : Maubee
- Tyra Ferrell : Isola
- Henry Judd Baker (en) : Nicotine
- Keye Luke : Dr Raj
- Carl Bradshaw : Cocodick
- Ron Taylor : Officier McKeon
- Oliver Samuels : Officier Rupert
- David Richard Ellis : Jersey
- Kenneth Casey : Phylo
- Cedella Marley : Eliza
- Bob Andy : Raisen
- Rita Marley, Earl Smith : des chanteurs au mariage